# Alliance nationale démocratique (Mauritanie)
Pour les articles homonymes, voir Alliance nationale démocratique.
L'Alliance nationale démocratique, abrégé AND (en arabe : التحالف الوطني الديمقراطي), est un parti politique centriste mauritanien. Il devient le cinquième plus grand parti politique du pays à la suite des élections législatives de 2018. L'AND soutient le gouvernement de Mohamed Ould Ghazouani et fait partie de la coordination des partis de la majorité (en).

## Histoire
L'Alliance nationale démocratique est fondée en janvier 2016 après que Yacoub Ould Moine, ancien élu du Rassemblement des forces démocratiques (RFD), quitte son parti et fait la demande d'enregistrement d'un nouveau parti appelé « Alliance démocratique » en décembre 2015, bien que le parti obtient son nom actuel lors de son enregistrement.
Dominé par la famille Moine, le parti est créé par Ould Moine en raison du refus d'Ahmed Ould Daddah, président du RFD, d'un dialogue sans négociation avec le gouvernement qui n'a pas préalablement posé de conditions. L'AND est ainsi crée afin de se rapprocher du gouvernement de Mohamed Ould Abdel Aziz, bien que le parti se positionne d'abord dans un cadre d'« opposition modérée ».
Le parti insiste sur la nécessité de l'unité nationale et de la « paix sociale de la Nation » comme lignes intouchables et soutient le renforcement des institutions du pays.